# Defensoría LGBT de la Ciudad de Buenos Aires
La Defensoría LGBT de la Ciudad de Buenos Aires es un organismo  dependiente de la Defensoría del Pueblo de la Ciudad de Buenos Aires, conformada por medio de un convenio entre esta  última y la Federación Argentina de Lesbianas Gays Bisexuales y Trans el 29 de octubre de 2014. Comenzó a funcionar el 5 de diciembre de 2014 con la coordinación de la Dra. Flavia Massenzio. Se trata de la primera defensoría de Latinoamérica que se ocupa exclusivamente de las cuestiones que tengan directa incidencia con la comunidad lesbianas, gays, bisexuales y trans.

## Objetivos
El organismo se ocupa de todas las cuestiones que afectan a las personas LGBT de la Ciudad de Buenos Aires, atendiendo casos de discriminación, en especial referido al acceso a la vivienda, a las relaciones laborales, a la problemática en el ámbito de la salud, de la educación y el efectivo ejercicio de los derechos humanos. Tiene iniciativa legislativa en conjunto con la Defensoría del Pueblo de la Ciudad de Buenos Aires. Posee un servicio de asesoramiento jurídico e inicio y seguimiento de acciones judiciales.
Presta cooperación y asistencia técnica a los distintos organismos del Estado en el diseño de políticas públicas. Trabaja por el pleno ejercicio del derecho al acceso a la Justicia, en articulación con Programa de Difusión de Políticas contra la Discriminación, de la Dirección de Relaciones con la Comunidad, del Consejo de la Magistratura de la Ciudad de Buenos Aires. Tiene un programa de articulación con la Defensoría del Pueblo de la Nación de cooperación técnica en los casos donde se encuentren afectados derechos de las personas LGBT.